# Batalla de Theed
La Batalla de Theed o liberación de Theed fue la batalla espacial llevada a cabo a finales de la Batalla de Naboo, en el 32 ABY. Su objetivo era expulsar a la Federación de Comercio de la ciudad. La victoria fue para los nativos, que capturaron al Virrey de la Federación de Comercio Nute Gunray y le obligaron a abandonar el planeta.

## La Batalla
Como la Batalla de las Llanuras Hierbosas hacia estragos en las llanuras, un gran número de soldados Naboo escoltaron a los Jedi Qui-Gon Jinn y Obi-Wan Kenobi, junto con el capitán Panaka y Padmé Amidala, en la ciudad capital de Theed. El escuadrón de Gian speeders y Flash speeders sorprendido y destruido el Tanque Blindado de Asalto de infantería y las defensas, lo que permite al equipo entrar en el Palacio Real de Theed. La batalla hacía estragos en las calles del castillo, y, finalmente, en el Hangar de Theed, donde el equipo fue detenido por droidekas. Anakin Skywalker, se refugió en un caza estelar N-1 y destruyó los droides con unos disparos del cañón láser del caza, lo que permite a los otros pilotos despeguegar y la batalla espacial empezó. 
Al salir del hangar, el equipo de Jedi se enfrentó a Darth Maul, el primer aprendiz Sith de Darth Sidious que había sido enviado para evitar que los Jedi lograsen la solución del conflicto. 
Cuando los cazas dejaron el hangar, varios fueron víctimas de un AAT oculto fuera del hangar, los Jedi y el Sith participaronn en un duelo que se libró en el Complejo Generador de Theed. Amidala, Panaka, y sus fuerzas de seguridad, salieron del hangar relativamente ilesos a través de una puerta. 
La Reina continuo en la batalla para recuperar el invadido Palacio de Theed. Ella se separó con su ayudante, Sabé, que llevó un segundo escuadrón de soldados de Naboo a través de los corredores de palacio. 
Padmé Amidala y Panaka con su grupo escolta trataron de recuperar el salón del trono donde su objetivo, el Virrey Nute Gunray, se había instalado muy cómodamente. Pero, un escuadro de droidekas rodeo a Amidala y sus rebeldes forzándolos a rendirse. Aunque en vez de eso, Amidala envió una señal a la unidad de Sabé. Las droidekas llevaron a las tropas de la Reina al salón del trono como prisioneros, después dejaron el área, dejándolos solo con una docena de robots básicos como escolta hasta el cuarto, en que Nute Gunray y Rune Haako los esperaban. 
Después de entrar en la sala del trono como enemigos capturados, la Reina y sus protectores no serían prisioneros por mucho tiempo. Sabé y su equipo, respondieron a la señal de Amidala y apareció por sorpresa engañando al Virrey Gunray porque pensó que Sabé era la Reina. Los droides de combate fueron distraídos lo necesario para que Amidala quitase la tranca del compartmiento secreto en el trono y repartiese los blasters ocultos allí. 
En la confusión de la batalla los droides fueron rápidamente derribados y las puertas del salón trancadas, viendo al Virrey y su ayudante, Rune Haako, apuntados por Amidala y con la pistola lista para matar. Los cobardes Nemoidianos no se movieron. Dos de los más prominentes líderes de la Federación quedaron bajo custodia y Theed había regresado al control ciudadano. 
Mientras se producía la Batalla de Theed, simultáneamente se producían la Batalla de las Llanuras Hierbosas y la Batalla Espacial de Naboo
- Datos: Q5723036